# Сніданок у «Тіффані» (повість)
«Сніданок у „Тіффані“» (англ. Breakfast at Tiffany's) — найвідоміша повість американського письменника Трумена Капоте, яка була видана у 1958 р.

## Назва
«Тіффані» (англ. Tiffany & Co.) — шикарний ювелірний магазин, про який мріє головна героїня.

## Сюжет
Дія відбувається у Мангеттені (Нью-Йорк), з осені 1943 до осені 1944. Молодий письменник (на ім'я Фред) знайомиться з 19-річною сусідкою — Голлі (англ. Holly), повне ім'я — Голідей Ґолайтлі (англ. Holiday Golightly). Голлі веде екстравагантне життя у «вищому світі», знайомиться з немолодими багатіями й маніпулює ними. Іноді вона здається божевільною. Водночас, вона тужить за своїм братом, якого призвали до війська, — єдиною близькою людиною після смерті батьків. З часом, письменник, від імені якого ведеться розповідь, розуміє, що Голлі просто шукає себе і втікає від реальності.

## Екранізація
У 1961 за книжкою було знято однойменний фільм з Одрі Гепберн. Дію фільму було перенесено з 1940-х років у «сучасні часи», тобто на кінець 1950-х, початок 1960-х.

## Видання українською мовою
- Лугова Арфа. Сніданок у Тіффані. З холодним серцем : повісті / Трумен Капоте; пер. з англ. Володимира Митрофанова. — К. : Дніпро, 1977. — 462 с.
- Сніданок у Тіффані : Повість / Трумен Капоте; пер. з англ. Тараса Бойка. — К. : Комубук, 2016, 2018. — 160 с. — ISBN 978-966-97490-8-6.

У заголовку видань Комубук назва магазину Тіффані подана один раз у лапках (2018), інший раз без лапок (2016), також в одному з видань на титульній сторінці вказаний жанр «короткий роман», а на звороті обкладинки — «повість».